# DUSP26
DUSP26 (англ. Dual specificity phosphatase 26) – білок, який кодується однойменним геном, розташованим у людей на 8-й хромосомі. Довжина поліпептидного ланцюга білка становить 211 амінокислот, а молекулярна маса — 23 946.
| 10         |  | 20         |  | 30         |  | 40         |  | 50         |
| ---------- |  | ---------- |  | ---------- |  | ---------- |  | ---------- |
| MCPGNWLWAS |  | MTFMARFSRS |  | SSRSPVRTRG |  | TLEEMPTVQH |  | PFLNVFELER |
| LLYTGKTACN |  | HADEVWPGLY |  | LGDQDMANNR |  | RELRRLGITH |  | VLNASHSRWR |
| GTPEAYEGLG |  | IRYLGVEAHD |  | SPAFDMSIHF |  | QTAADFIHRA |  | LSQPGGKILV |
| HCAVGVSRSA |  | TLVLAYLMLY |  | HHLTLVEAIK |  | KVKDHRGIIP |  | NRGFLRQLLA |
| LDRRLRQGLE |  | A          |  |            |  |            |  |            |

A: Аланін

C: Цистеїн

D: Аспарагінова кислота

E: Глутамінова кислота

F: Фенілаланін

G: Гліцин

H: Гістидин

I: Ізолейцин

K: Лізин

L: Лейцин

M: Метіонін

N: Аспарагін

P: Пролін

Q: Глутамін

R: Аргінін

S: Серин

T: Треонін

V: Валін

W: Триптофан

Кодований геном білок за функціями належить до гідролаз, протеїн-фосфатаз. 
Задіяний у такому біологічному процесі, як альтернативний сплайсинг. 
Локалізований у цитоплазмі, ядрі, апараті гольджі.